# Wiktorija Andrejewna Michailowa
Wiktorija Andrejewna Michailowa (russisch Виктория Андреевна Михайлова; englische Schreibweise Victoria Mikhaylova; * 24. Oktober 2000) ist eine russische Tennisspielerin.

## Karriere
Michailowa spielt vor allem bei Turnieren der ITF Women’s World Tennis Tour an, wo sie bisher sechs Titel im Doppel gewinnen konnte.

## Turniersiege

### Doppel
| Nr. | Datum             | Turnier             | Kategorie | Belag             | Partnerin             | Finalgegnerinnen                              | Ergebnis          |
| --- | ----------------- | ------------------- | --------- | ----------------- | --------------------- | --------------------------------------------- | ----------------- |
| 1.  | 6. April 2019     | Antalya             | ITF W15   | Sand              | Andreea Prisăcariu    | Marie Mettraux Joanne Züger                   | 6:2, 6:4          |
| 2.  | 2. November 2019  | Antalya             | ITF W15   | Hartplatz         | Marija Tkatschowa     | Anastassija Poplawska Nika Schytkouskaja      | 6:3, 7:5          |
| 3.  | 16. Dezember 2023 | Scharm asch-Schaich | ITF W25   | Hartplatz         | Marija Tkatschowa     | Maja Chwalińska Gina Feistel                  | 6:4, 3:6, [13:11] |
| 4.  | 10. März 2024     | Karaganda           | ITF W15   | Hartplatz (Halle) | Anastassija Poplawska | Wladislawa Andrejewskaja Xenija Laskutowa     | 6:2, 3:6, [10:5]  |
| 5.  | 17. März 2024     | Karaganda           | ITF W15   | Hartplatz (Halle) | Anastassija Poplawska | Assylschan Arystanbekowa Jekaterina Kasionowa | 7:65, 6:3         |
| 6.  | 6. April 2024     | Scharm asch-Schaich | ITF W15   | Hartplatz         | Anastassija Poplawska | Weronika Ewald Daria Kuczer                   | 6:3, 2:6, [14:12] |